# Bieito Lobeira
Bieito Lobeira Domínguez (Seixo, Marín, 1968) es un político de Galicia (Galiza), de ideología nacionalista gallega y miembro del Bloque Nacionalista Galego (BNG).

## Carrera política
Comenzó su vida política en la asociación de estudiantes Estudantes Revolucionarios Galegos (ERGA) con dieciséis años. Formó parte de Galiza Nova, las juventudes del BNG, desde su fundación hasta 1998, y fue su secretario general entre 1992 y 1998. En la actualidad es miembro del Consejo Nacional del BNG.
Es diputado en el Parlamento de Galicia por el BNG por la circunscripción de Pontevedra desde 1995. Miembro del Consejo de Cuentas y de la comisión legislativa que analizó la catástrofe del Prestige, en la actualidad es portavoz de su formación para asuntos pesqueros y marítimos, viceportavoz y presidente de la Comisión de Educación y Cultura del Parlamento.
Fue también uno de los portavoces de la Plataforma Nunca Máis.